# 前740年代

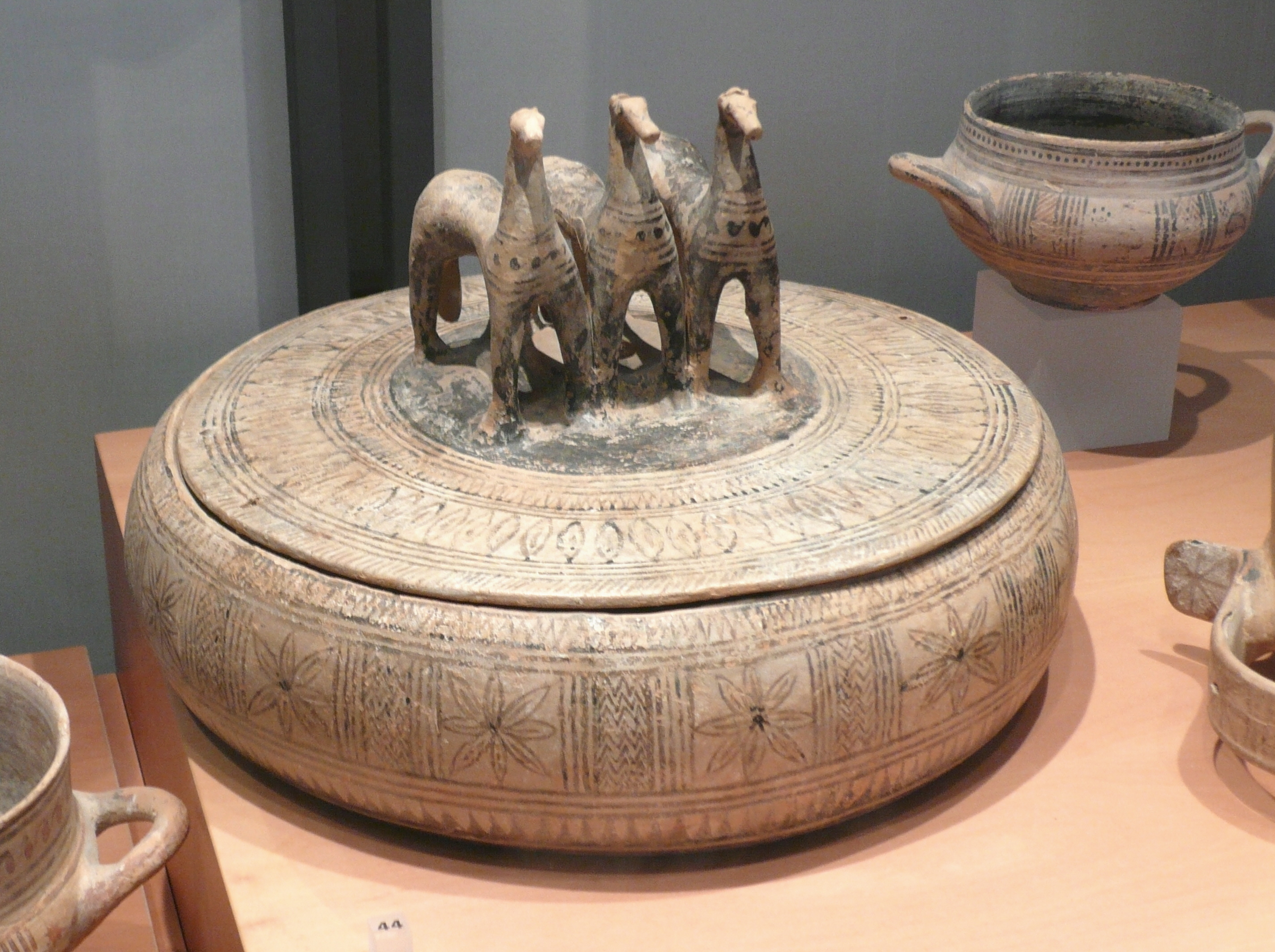
前740年代左右的陶器

| 千纪： | 前1千纪 |
| 世纪： | 前9世纪 \| 前8世纪 \| 前7世纪                                                                              |
| 年代： | 前770年代 \| 前760年代 \| 前750年代 \| 前740年代 \| 前730年代 \| 前720年代 \| 前710年代                    |
| 年份： | 前749年 \| 前748年 \| 前747年 \| 前746年 \| 前745年 \| 前744年 \| 前743年 \| 前742年 \| 前741年 \| 前740年 |

## 重要事件及趋势
- 前747年 2月26日 那布·那西尔（Nabonassar）即位，成為巴比倫尼亞国王。
- 前745年   梅勒斯（Meles of Lydia）即位，成为吕底亚国王。
- 前745年 提格拉特帕拉沙尔三世夺取王位，成为亚述国王。
- 前745年 晋昭侯把曲沃（在今中国山西省曲沃县）封给其叔成师。
- 前744年 鄭武公去世，郑庄公即位。
- 前743年 第一次麦西尼亚战争爆发。
- 前740年 提格拉特帕拉沙尔三世攻陷亚珥拔。

## 逝世
- 前749年 沙龍 (以色列)
- 前746年 晉文侯 撒迦利雅
- 前744年 鄭武公
- 前740年 亞撒利雅
- 约前740年 提图斯.塔提乌斯（英语：Titus Tatius）

## 重要人物
- 羅慕路斯與雷穆斯
- 晉文侯